# Et Barn Ventes
Et Barn ventes (originaltitel: Bad Girl) er en amerikansk dramafilm fra 1931 instrueret af Frank Borzage. Manuskriptet blev skrevet af Edwin J. Burke baseret på romanen Bad Girl fra 1928 af Viña Delmar og skuespillet af samme navn fra 1930 af Viña Delmar og Brian Marlowe.
Filmen har Sally Eilers, James Dunn og Minna Gombell i hovedrollerne. Borzage vandt en Oscar for bedste instruktør og Burke vandt en for bedste filmatisering.